# Arméniens de Turquie
Les Arméniens de Turquie (turc : Türkiye Ermenileri ; arménien : Թուրքահայեր, aussi Թրքահայեր, Turkahayer soit Turco-Arméniens), après la fondation officielle de l'État turc en 1923 par Mustafa Kemal, pour la plupart survivants du génocide arménien de 1915-1916, vivent actuellement principalement à Istanbul (approximativement 45 000 personnes soit 75 % de la population turque arménienne évaluée à 60 000 personnes), mais aussi dans d'autres villes, notamment à l'est du pays. Il reste quelques résidus d'implantation arménienne, notamment près d'Antioche (village de Vakif) et, plus au nord, autour de Van, un des centres spirituels de l'Arménie historique (église d'Aghtamar). Le dénombrement de cette communauté ne prend en compte ni les Hémichis, musulmans arménophones, ni les crypto-Arméniens.

## Histoire

Les Arméniens d'Anatolie en 1910, en jaune.

Le peuple arménien s'était établi historiquement depuis des millénaires dans l'est de l'Asie mineure et au sud du Caucase. Mais, au XIe siècle, les Turcs, venus d'Asie centrale, s'imposèrent sur cette région, et fondèrent ultérieurement l'Empire ottoman. Les Arméniens devinrent alors une minorité de plus en plus en proie à des discriminations. Durant la Première Guerre mondiale, la majeure partie des Arméniens fut victime d'une politique de massacres et de déportations organisée par le gouvernement des Jeunes-Turcs, qui aboutirent au génocide des Arméniens. Il s'agit-là du premier génocide reconnu du XXe siècle. À la fin de la guerre, l'Empire ottoman est démembré et laisse la place à la Turquie moderne.

## Les Arméniens d'Istanbul
Aujourd’hui la communauté arménienne d'Istanbul, évaluée à quarante-cinq mille personnes (approximativement soixante-quinze pour cent de la population turque arménienne), possède trente-trois églises apostoliques, douze églises catholiques et trois églises protestantes ; deux hôpitaux (Surp Pirgitch et Surp Agop), deux orphelinats, dix-neuf écoles et trois journaux en langue arménienne, dont Jamanak (fondé en 1908), actuellement le plus vieux quotidien de Turquie. La langue arménienne, avec sa forme occidentale, est parlée par seulement un petit pourcentage des Arméniens en Turquie, avec dix-huit pour cent parmi la population générale et huit pour cent chez les jeunes. En Turquie, elle est définie comme étant définitivement une langue en danger.